# Staatenbund Österreich
Staatenbund Österreich ist die Bezeichnung einer staatsfeindlichen Verbindung in Österreich, die die Existenz der Republik Österreich nicht anerkennt und die Republik als „Firma“ bezeichnet. Die ihr zugerechneten Personen werden auch als Staatsverweigerer bezeichnet. Die Verbindung wurde am 11. November 2015 von der ehemals in der FPÖ aktiven Monika Unger nach dem Vorbild der „Kommissarischen Reichsregierungen“ in Deutschland ausgerufen. In ihrer Staatsverleugnung gleicht sie Bewegungen wie den Freemen on the Land, dem One People’s Public Trust oder der Reichsbürgerbewegung.

## Ideologie
Ideologisches Kernstück war der Gedanke, dass der Staat und seine Institutionen illegitime Organe einer unbekannten Macht seien. Unger versprach ihren teils gegen Besachwaltung und Pfändung ankämpfenden Anhängern, dass sie durch Abgabe einer „Lebendmeldung“ der Verfügungsmacht des Staates entkommen und Zugriff auf ein Konto mit 10 Mrd. Euro erhalten würden. Haupteinnahmequelle der Verbindung war die Ausstellung von eigenen Kfz-Kennzeichen, Zulassungsscheinen, Lebendmeldungen und anderen Pseudodokumenten.
Die Vereinigung fiel durch ein aggressives Vorgehen gegen Amtsträger und Beamte auf, neben Drohungen und körperlichen Übergriffen verfolgte die Verbindung ihre Opfer mit der so genannten Malta-Masche. Nach der Prüfung durch das Justizministerium ist seit dem 1. September 2017 der § 247a StGB in Kraft, der Gründung und Unterstützung staatsfeindlicher Bewegungen mit Freiheitsstrafe bis zu zwei Jahren sanktioniert.

## „Besetzung“ des Grazer Straflandesgerichts
Die Gruppe kündigte an, am 21. April 2017 das Landesgericht für Strafsachen Graz zu besetzen, um dort Scheinprozesse abzuhalten. In der Nacht vom 19. April 2017 auf den 20. April 2017 wurden bei Razzien in allen österreichischen Bundesländern insgesamt 26 Personen verhaftet, die mit dem Staatenbund Österreich in Verbindung gebracht werden. Zu der angekündigten Besetzung erschienen am 21. April etwa zwölf Personen, die letztlich untätig blieben. 
Behörden begannen Ermittlungen gegen Mitglieder der Gruppe wegen Gründung und Unterstützung einer staatsfeindlichen Verbindung, Hochverrat, Nötigung von Verfassungsorganen bzw. Mitgliedern davon, Gefährlicher Drohung, Widerstand gegen die Staatsgewalt, schwerem und gewerbsmäßigem Betrug sowie Nötigung. Die Staatsanwaltschaft Graz schätzte die Anzahl der Mitglieder im April 2017 auf über eintausend. 
Mitte Oktober 2018 begann der Gerichtsprozess am Landesgericht für Strafsachen Graz.

## Anklage wegen Hochverrat
Am 25. Jänner 2019 wurde die „Präsidentin“ Monika Unger des Hochverrats für schuldig befunden und zu 14 Jahren Haft verurteilt. Die Angeklagte wurde von den Geschworenen außerdem noch der Nötigung der Regierung und einzelner Regierungsmitglieder, Bestimmung zum Amtsmissbrauch und des schweren gewerbsmäßigen Betrugs für schuldig befunden. Ihr Stellvertreter, ebenfalls des Hochverrats für schuldig befunden, wurde zu zehn Jahren Haft verurteilt, die übrigen Angeklagten zu Strafen in der Höhe von neun Monaten bis drei Jahren, teilweise bedingt. Sechs Angeklagte wurden vom Vorwurf der Bestimmung zum Hochverrat freigesprochen.
Das Urteil wurde wenige Tage später teilweise aufgehoben und der Prozess neu anberaumt, „weil die Fragen an die Geschworenen in Bezug auf die Anklagepunkte Hochverrat und staatsfeindliche Verbindung nicht ganz schlüssig waren“.
Am 21. Oktober 2020 hielt das Landesgericht für Strafsachen Graz Unger erneut für schuldig der versuchten Bestimmung zum Hochverrat, ebenso der Gründung einer staatsfeindlichen Verbindung und verurteilte sie zu zwölf Jahren Haft. Auch die Verurteilung der weiteren Angeklagten wurde bestätigt.